# Ixodes cumulatimpunctatus
Ixodes cumulatimpunctatus är en fästingart som beskrevs av Schulze 1943. Ixodes cumulatimpunctatus ingår i släktet Ixodes och familjen hårda fästingar.
Artens utbredningsområde är Kamerun. Inga underarter finns listade i Catalogue of Life.